# Шесторедова четиристенна пита
Шесторедовата четиристенна пита е правилна паракомпактна пита. На всеки има безброй тетраедри. Връхната фигура е правилно триъгълно пано, ръбовата – правилен шестоъгълник. Има безброй триъгълници. Дуалната пита е шестоъгълна панова пита.

## Свързани пити
Тримерният аналог се нарича безкрайноредово триъгълно пано.
- петоклетъчник
- шестнадесетоклетъчник
- шестстотиноклетъчник
- шесторедова четиристенна пита

- шесторедова четиристенна пита
- шесторедова кубична пита
- шесторедова дванадесетостенна пита
- шесторедова шестоъгълна панова пита

### Пити от семейство (6,3,3)
- Шестоъгълна панова пита
- Пресечена шестоъгълна панова пита
- Осечена шестоъгълна панова пита
- Осечена шесторедова четиристенна пита
- Шесторедова четиристенна пита
- Скосявана шестоъгълна панова пита
- Настъргана шестоъгълна панова пита
- Скосявана шесторедова четиристенна пита
- Двупресечена шестоъгълна панова пита
- Пресечена шесторедова четиристенна пита
- Скосенопресечена шестоъгълна панова пита
- Настърганопресечена шестоъгълна панова пита
- Настърганопресечена шесторедова четиристенна пита
- Скосенопресечена шесторедова четиристенна пита
- Всичкопресечена шестоъгълна панова пита
- Сменена шестоъгълна панова пита
- Сменена скосопресечена шесторедова четиристенна пита
- Скосена шестоъгълна панова пита

### Правилни паракопактни пити
- шестоъгълна панова пита
- шесторедова четиристенна пита
- четириредова шестоъгълна панова пита
- шесторедова кубична пита
- петоредова шестоъгълна панова пита
- шесторедова дванадесетостенна пита
- шесторедова шестоъгълна панова пита
- триъгълна панова пита
- квадратна панова пита
- четириредова осмостенна пита
- четириредова квадратна панова пита